# اچ‌ام‌اس پرستون (۱۷۵۷)
اچ‌ام‌اس پرستون (۱۷۵۷) (به انگلیسی: HMS Preston (1757)) یک کشتی بود که طول آن ۱۵۰ فوت (۴۵٫۷ متر) بود. این کشتی در سال ۱۷۵۷ ساخته شد.